# Sport v Ománu
Tento článek se blíže zabývá sportem v Ománu.
Populárními sporty jsou fotbal, basketbal, volejbal, házená, vodní lyžování nebo sandsurfing.
Ke známým postavám světového sportu patří Ali al-Habsi, ománský fotbalový brankář chytající několik let v anglické nejvyšší soutěži. V současnosti chytá za druholigový Wigan Athletic.
Prostředí Ománu se nabízí pro různorodé extrémní sporty či venkovní aktivity. Horské oblasti ománského severu jsou místem pro kaňoning (canyoning), skalní lezení (rock climbing), jeskyňářství (caving) nebo slaňování (abseiling). Naopak pěší turistika – hiking – je obyčejnou venkovní činností. Přímořské oblasti umožňují potápění (diving) nebo šnorchlování (snorkelling). Instruktory těchto vodních sportů bývají lidé pocházející z Evropy a Severní Ameriky. Za nejzajímavější oblasti pro potápění považuje server roughguides.com Maskat, Musandam a ostrovy Daminíjat.
Oman Sail je vládní organizace, která vznikla v roce 2008 za účelem silnějšího prosazení sportu mezi ženami. I proto se v únoru 2013 zúčastnila ománská ženská šestičlenná posádka třetího ročníku Arabské plavební cesty v Perském zálivu.

## Populární sporty

### Fotbal

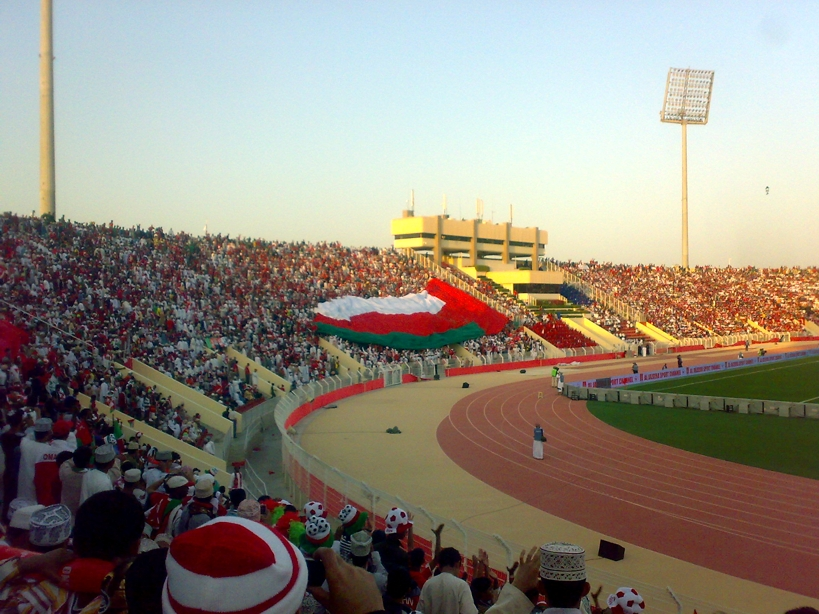
Pohárový turnaj Zálivu v Maskatu

Ománskou mužskou fotbalovou reprezentaci v současné době trénuje Francouz Paul Le Guen, jenž tým převzal v červnu 2011 podepsáním dvouletého kontraktu.
Le Guen nedokázal dovést Omán na Letní olympijské hry v Londýně (2012). V cestě mu stálo mužstvo Senegalu, které si vítězstvím 2-0 na stadionu Coventry City FC zajistilo start na turnaji.
V roce 2009 se stal ománský tým vítězem doma pořádaného Pohárového turnaje Zálivu.
V roce 2002 vedl reprezentační výběr český trenér Milan Máčala. Během necelých tří let dovedl s mužstvem postoupit na asijský šampionát (2004) a v Poháru Zálivu (Gulf Cup) dosáhl finále, ve kterém Ománci podlehli domácímu Kataru až na penaltový rozstřel. V prosinci 2004 pak zamířil do klubu al-Ajn ze sousedních Emirátů. O rok později se stal opět trenérem Ománu, ale v roce 2007 byl po prohře v dalším finálovém zápase Poháru Zálivu propuštěn.
Ománská fotbalová reprezentace do 16 let se v roce 2010 probojovala až do finále asijského šampionátu dorostenců. Ománský tým U16 již dvakrát tento šampionát opanoval, a to v letech 1996 a 2000.
Nejvyšší ománskou fotbalovou soutěž hraje nyní 14 týmů. Mistr ligy se kvalifikuje do asijské Ligy mistrů (AFC). Během sezóny se týmy utkávají také v domácím poháru – Sultánově poháru. Superpohár je jediný zápas mezi vítězem ománské ligy a vítězem ománského domácího poháru.
Vítězem ligy ročníku 2012/2013 se stal klub al-Suvajk. Ten v playoff porazil tým Fandža 3-1. Suvajku se podařilo získat i domácí pohár, když ve finále porazil al-Nahdu 2-0. Superpohár 2013 se odehraje koncem srpna mezi al-Suvajkem a Fandžou.

### Basketbal
Basketbalová liga v Ománu se skládá ze šesti týmů a jejím sponzorem je společnost Samsung.
Významným milníkem sportu v Ománu bylo angažování ženské basketbalové rozhodčí, kterou se stala Fatma Hamúd al-Harthy, jež je rovněž bývalou basketbalovou hráčkou ženské ománské reprezentace z let 2003 až 2005. Vyzkoušela si i pozici hlavní rozhodčí.
V lize se spolu utkávají tyto týmy: Al Nasr Club, Al Seeb Club, Ahli Sidab Club, Nizwa Club, Oman Club a Quriyat Club.

### Volejbal
Ománské mužské volejbalové mužstvo zvítězilo na 8. ročníku turnaje arabských zemí pořádaný Libanonem. Na Pohárovém turnaji Zálivu v roce 2009 získali Ománci doma druhé místo.

### Plážová házená
V roce 2012 pořádal Omán Mistrovství světa v plážové házené, a to ženský i mužský turnaj. Během 8. až 13. července se v rámci každého z turnajů utkalo o celkové prvenství 12 reprezentací. Zápasy se odehrávaly na místě sportovního komplexu al-Musaná. Ománskému mužskému týmu plážové házené se podařilo na turnaj kvalifikovat.

### Tenis
Ománský daviscupový tým je v současnosti na 86. pozici (2013).
Ománský fedcupový tým je v současnosti na 74. pozici (2013).

### Lední hokej
Omán není členem IIHF. Ománská hokejová reprezentace odehrála svá první mezinárodní utkání na Mistrovství Zálivu v roce 2010. Turnaje se účastnily především země GCC. Omán podlel ve všech třech zápasech s konečným skóre 1-19. Vítězem turnaje se staly Spojené arabské emiráty, a to vůbec poprvé.

## Tradiční sporty

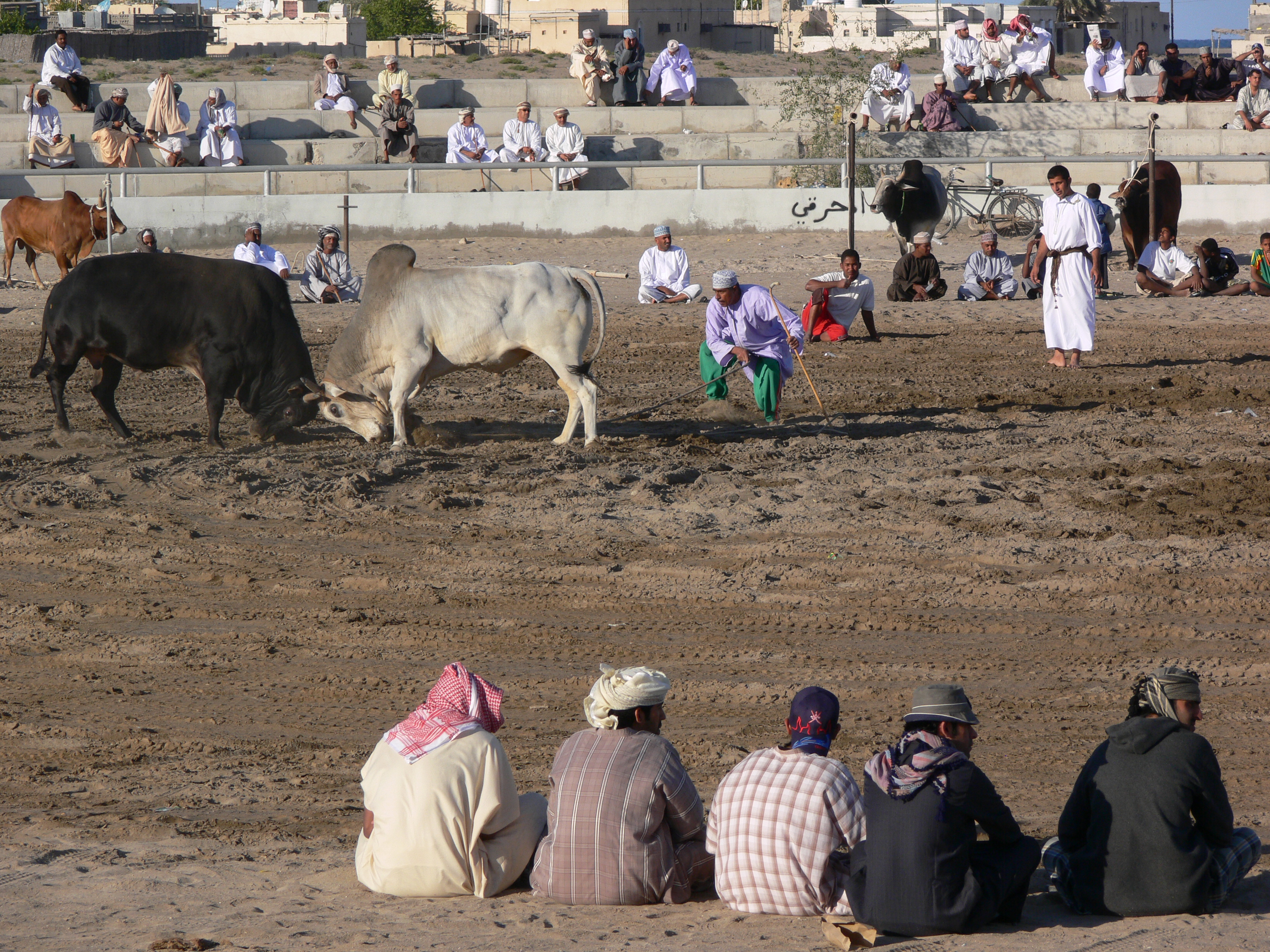
býčí zápasy

Býčí zápasy jsou oblíbenou zábavou, byť s nejasným původem. Jednou z možností je vznik tohoto sportu přímo v Ománu. Dalšími možnostmi jsou vlivy z cizích zemí, býčí zápasy mohly totiž být zavedeny kolonisty – Portugalci – nebo Maury. Existují tři kategorie zápasů podle býčího původu – ryze ománský býk (severní a střední Omán), dafárský býk (jižní oblast Dafár) a býk dovezený z ciziny. Zápasy se odehrávají na stadionech vystavěných právě pro tyto účely. Turnaje se účastní kolem 30 až 35 býků a majitel vítězného býka zpravidla vyhrává peněžní odměnu v rozmezí 500 až 2 000 ománských riálů.
Událost přivábí také obchodníky s býky nebo prosté chovatele. Sázení spojené se zápasy není neobvyklé.
Dhauy (dauy) jsou plachetnice konstruované a používané v Ománu po staletí. Jejich závody se též řadí k oblíbeným tradičním sportům.
Závody velbloudů a koní se těší také velké oblibě. Na rozdíl od dhauů jsou velbloudi záležitostí spíše vnitrozemních regionů. Jejich trénování pro závodění začíná ve dvou letech. Majitel vítězného velblouda bývá nezřídka odměněn vysokou výhrou. Prodej vítězného velblouda může vynést i obnos mezi 60 až 100 tisíci riály (120 až 200 tisíc euro).
Vedle koňských závodů se koní týkají i zápasy v pólu, drezury nebo parkur. Spolu s koňmi ze Sultánových stájí a Ománské sultánovy kavalérie vystupují i koně soukromých chovatelů.
Sokolnictví se během staletí stalo uznávaným sportem. Původně se sokolnictví věnovali Beduíni, kteří své dravce cvičili k lovu ptactva. Oblíbilo se zejména u bohatších vrstev Ománců.

## Olympijské hry
Poprvé se Omán účastnil letních Olympijských her v roce 1984.
Od roku 1984 se zúčastnil zatím všech pořádaných her, ale nezískal doposud žádnou medaili. Dosud se také neúčastnil zimních Olympijských her. Olympijská komise byla ustanovena v roce 1982.

## Sportovní události

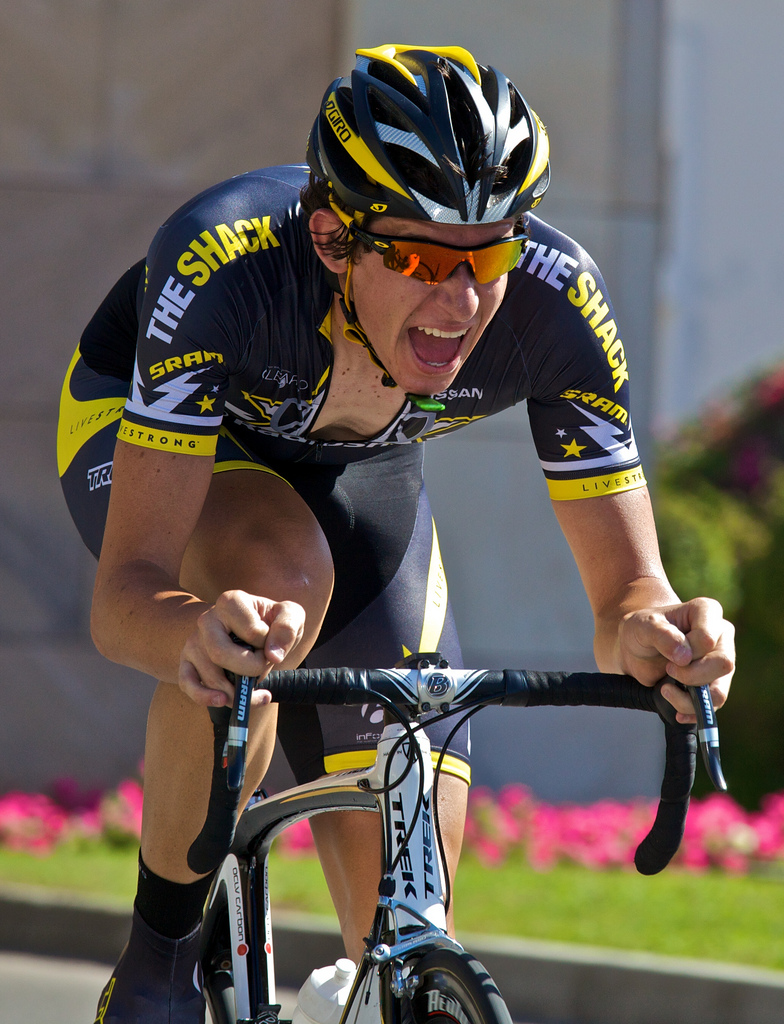
fotografie z Tour of Oman 2010

### Pohárový turnaj Zálivu 2009
Omán byl pořadatelskou zemí pro Pohárový turnaj Zálivu 2009 (v celkovém pořadí již 19. turnaj), jehož se účastnily země organizace GCC. Ománský fotbalový tým vybojoval celkové prvenství a ománské týmy volejbalu a házené nakonec skončily na druhých místech.

### Asijské plážové hry 2010
Mezi 8. a 16. prosincem 2010 se v Ománu konaly v pořadí druhé Asijské plážové hry. Sportovci spolu soupeřili v 11 sportovních disciplínách.

### Tour of Oman 2010-2013
Významnou sportovní událostí v Ománu je Cesta Ománem, anglicky Tour of Oman, cyklistický závod. Závod se koná jednou ročně od roku 2010. Během šesti únorových dní cyklisté projíždí trasy poblíž hlavního města Maskatu a při západní části pohoří al-Hadžar. Cesta Ománem již přilákala množství cyklistů i z jiných zemí. Délka tratě měří 687 kilometrů.
Vítězem prozatím posledního ročníku Tour of Oman 2013 se stal Brit Chris Froome, pro něhož to byl premiérový triumf na velkém závodě. Za ním, na stupni vítězů, skončili dřívější vítězové Tour de France Alberto Contador (druhý) a Cadel Evans (třetí). Jednalo se o vůbec první velký cyklistický závod roku.

## Národní reprezentace
- Ománská národní reprezentace ve fotbale
- Ománská národní reprezentace v basketbalu
- Ománská národní reprezentace v plážové házené
- Ománská národní reprezentace v pozemním hokeji
- Ománská národní reprezentace v ledním hokeji